# Leonid Kornijez

Leonid Kornijez (1939)

Leonid Romanowytsch Kornijez (* 8. Augustjul. / 21. August 1901greg. bei Bobrynez, Gouvernement Cherson, Russisches Kaiserreich; † 29. Mai 1969 in Moskau, Sowjetunion) war ein ukrainisch-sowjetischer Politiker und von 1938 bis 1939 Vorsitzender des Obersten Sowjets der Ukrainischen Sozialistischen Sowjetrepublik.

## Lebenslauf
Kornijez wurde in einem Dorf nahe der Stadt Bobrynez, heute in der ukrainischen Oblast Kirowohrad als Sohn eines Landarbeiters geboren. Ab 1917 arbeitete er als Hilfs- und Landarbeiter. Kornijez war von Oktober 1922 bis April 1925 in der Roten Armee, trat 1926 in die KPdSU ein und begann danach eine Karriere als Parteifunktionär.
Am 27. Juli 1938 wurde er, in Nachfolge von Grigori Iwanowitsch Petrowski, Vorsitzender des Obersten Sowjets der Ukrainischen SSR und hatte dieses Amt bis zum 28. Juli 1939 inne. Vom 21. März 1939 bis zum 5. Oktober 1952 war er Mitglied des Zentralkomitees der KPdSU und vom 28. Juli 1939 an Vorsitzender des Ministerrates (Regierungschef) der Ukrainischen SSR. Diesen Posten übernahm am 5. Februar 1944 Nikita Chruschtschow.
Während des Deutsch-Sowjetischen Krieges war er zudem Mitglied des Militärrates für verschiedene Fronten, seit 1943 im Range eines Generalleutnants. Seit 1953 hatte er verschiedene Ministerposten in der UdSSR inne. Er starb 1969 in Moskau und wurde auf dem Nowodewitschi-Friedhof beerdigt.

## Ehrungen
Kornijez wurde der Rotbannerorden, der Orden des Vaterländischen Krieges erster Klasse, dreimal der Lenin-Orden, sowie der Bogdan-Chmelnizki-Orden erster Klasse verliehen.